# Rakousko-uherské námořnictvo

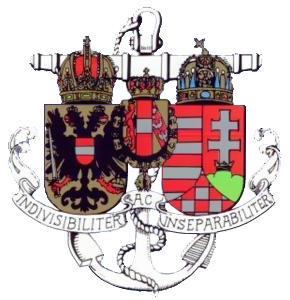
Znak používaný v letech 1915–1918

Rakousko-uherské námořnictvo, plným názvem Císařské a královské válečné námořnictvo, zkráceně C. a k. válečné námořnictvo (německy Kaiserliche und Königliche Kriegsmarine, ve zkratce K. u. k. Kriegsmarine, maďarsky Császári és Királyi Haditengerészet) bylo námořní složkou ozbrojených sil Rakousko-Uherska. Do roku 1867 loďstvo patřilo pod Rakouské císařství a na základě Rakousko-uherského vyrovnání se v roce 1867 stalo součástí společných ozbrojených sil. Námořnictvo zaniklo společně s celou monarchií po skončení první světové války v roce 1918. Po první světové válce se Rakousko-Uhersko rozpadlo a ani jedna z těchto zemí kvůli tomu neměla pobřeží a tak byly všechny přístavy na Jadranu předány Itálii a Jugoslávii.
O vybudování silného a moderního válečného loďstva se zasazoval především následník trůnu a generální inspektor branné moci František Ferdinand d'Este.
Rakousko-uherské lodě, podobně jako německé, nesly před svým názvem zkratku SMS (Seiner Majestät Schiff – loď Jeho Veličenstva), s výjimkou torpédovek a ponorek. Ty měly jen označení SM (Seiner Majestät) + německý název lodi, např. SM Unterseeboot 3 či SM Torpedoboot 100M.

## Počátky

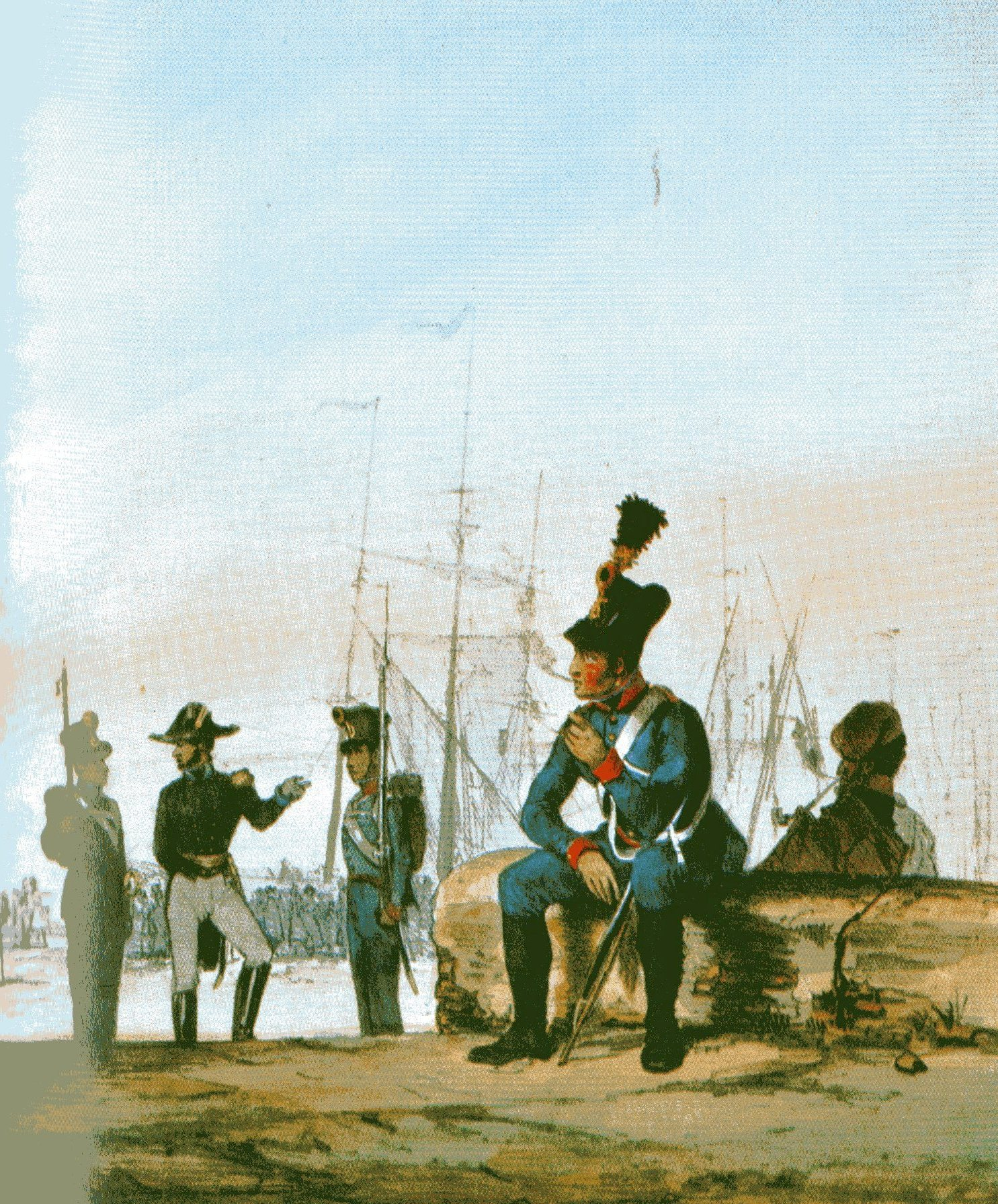
Příslušníci rakouského námořnictva v roce 1840.

Počátky Rakousko-uherského námořnictva se datují do druhé poloviny 18. století. Habsburská monarchie roku 1797 ztratila po uzavření míru v Campo Formio Rakouské Nizozemí a Lombardii a naopak získalo část Benátska s Istrií a Dalmácií. Oblast Jaderského moře se pak stala prostorem formování námořnictva, které mělo nové rakouské državy bránit. Hlavním vojenským přístavem pak byly nadlouho Benátky.
Od roku 1844 až do své smrti roku 1847 byl velitelem rakouského námořnictva arcivévoda Fridrich, syn arcivévody Karla. Arcivévoda Fridrich provedl v námořnictvu řadu změn, zejména ve školství a výcviku. Například zavedl pravidelnou výuku námořních oborů.
Během revoluce v roce 1848 rakouské císařství dočasně ztratilo kontrolu nad vzbouřenou hlavní námořní základnou v Benátkách. Na stranu vzbouřenců se přidala i většina námořníků a prozatímní vláda nezávislé republiky Benátky navíc získala řadu rakouských válečných lodí. Námořnictvo muselo být obnoveno a v té době ztratilo svůj italský charakter. V této době se jeho hlavní základnou stala Pula. Nejdůležitější roli měl v obnově námořnictva dánský komodor I. třídy Hans Birch Dahlerup, který byl jeho velitelem jmenován 4. dubna 1849. Služební řečí se stala němčina a mezi důstojníky začaly převládat Rakušané. Dahlerup dále obnovil námořní blokádu Benátek, během které byl poprvé v historii použit letecký útok: z kolesového parníku Vulkan byly na město vypouštěny horkovzdušné balóny se střelným prachem. Benátky nakonec v srpnu 1849 obsadila vojska maršála Radeckého. Dahlerup také nechal postavit několik nových lodí a v Terstu zřídil námořní učiliště (Marine-Cadette-Collegium). Z vedení námořnictva Dahlerup odešel v roce 1851 a nahradil ho hrabě Wimpffen.
V roce 1854 se velitelem námořnictva ujal arcivévoda Ferdinand Maximilián, který se zasadil o jeho zvětšení a modernizaci. V roce 1859 mělo k dispozici 44 válečných lodí a na počátku 60. let 19. století začala stavba prvních lodí vybavených parním strojem, lodním šroubem a chráněných pancířem. V roce 1864 odplul arcivévoda Ferdinand Maxmilián na palubě fregaty SMS Novara do Mexika, kde se stal mexickým císařem.

## Cesta fregatyNovara
Fregata SMS Novara jako první rakouská válečná loď podnikla v letech 1857–1859 cestu okolo světa. Loď vyplula 30. dubna 1857 z Terstu, dále navštívila Gibraltar, Madeiru, Rio de Janeiro, Kapské Město, Cejlon, Madras, Nicobary, Singapur, Manilu, Hongkong, Šanghaj, Sydney, Auckland, Tahiti a Valparaiso. Zpět do Terstu se Novara vrátila 30. srpna 1859. Během plavby posádka lodi nasbírala celou řadu vědeckých poznatků.

## Křest ohněm

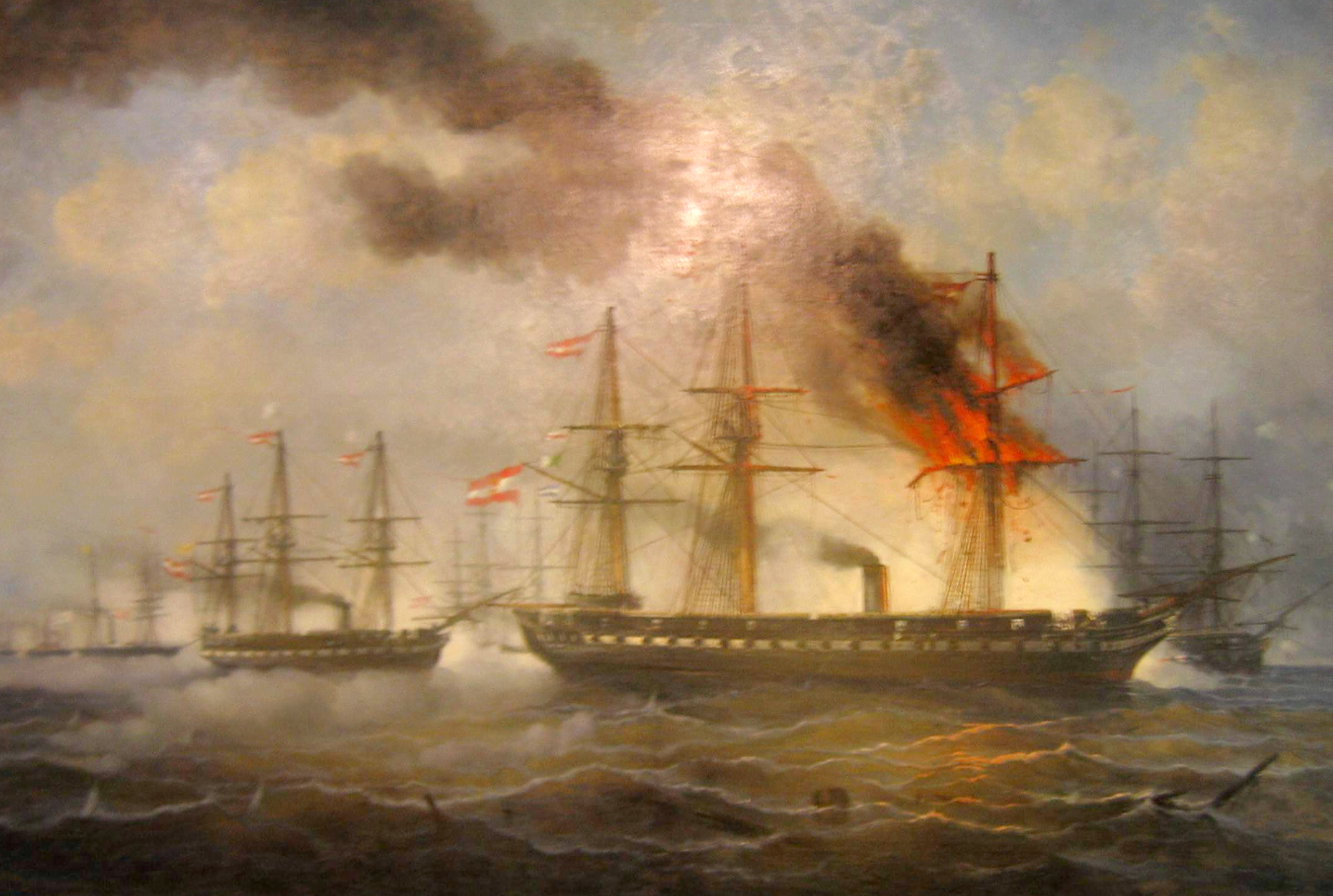
Bitva u Helgolandu – v popředí fregata Schwarzenberg

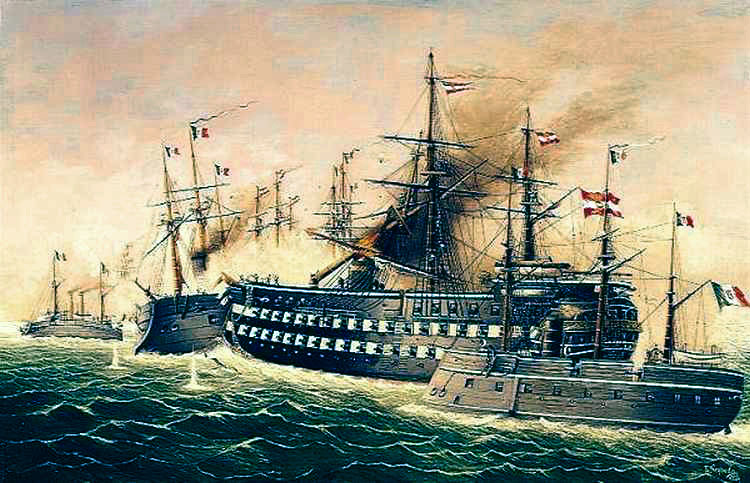
Bitva u Visu – dřevěná řadová loď Kaiser taranuje italský obrněnec Re di Portogallo

V letech 1864 a 1866 rakouské námořnictvo úspěšně absolvovalo své první dvě námořní bitvy. Prvním střetnutím byla bitva u Helgolandu dne 9. května 1864, která byla součástí druhé války o Šlesvicko-Holštýnsko. Dánská flota v ní blokovala severoněmecké přístavy v okolí ústí Labe (především Brémy a Hamburk). Likvidací blokády bylo pověřeno rakouské námořnictvo, které jako jediná země Německého spolku disponovalo silnější flotou. Po dlouhé cestě ze Středozemního moře připluly v květnu 1864 do Severního moře dřevěné šroubové fregaty Radetzky a Schwarzenberg, ke kterým se zde připojily tři pruské dělové čluny. Eskadře velel kapitán Wilhelm von Tegetthoff. Střetnutí se silnějším dánským svazem, tvořeným šroubovými fregatami Nils Juel, Jylland a šroubovou korvetou Heimdal sice dopadlo nerozhodně, blokádu však přerušit dokázalo.
Dne 20. července 1866 se hlavní síly rakouského námořnictva vedené Tegetthoffem střetly u rakouského ostrova Vis s početnější a technicky vyspělejší italskou flotou a připravily jí v bitvě u Visu těžkou porážku.

## Boxerské povstání
Křižníky Kaiserin und Königin Maria Theresia, Aspern a Kaiserin Elisabeth byly v letech 1900–1902 nasazeny při potlačení boxerského povstání v Číně. Různé rakousko-uherské lodě pak v Asii operovaly až do první světové války.

## Rakousko-uherská říční flotila

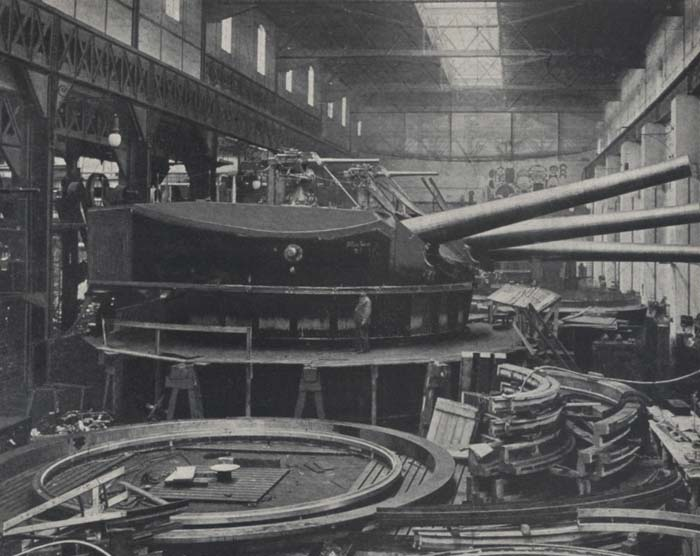
Výroba dělových věží pro Rakousko-uherské dreadnoughty v plzeňské Škodovce

Rakousko-Uhersko začalo od 70. let 19. století budovat silnou říční flotilu, určenou pro operace na Dunaji a jeho přítocích. Jejím jádrem byly silně vyzbrojené a pancéřované říční monitory, kterých bylo postaveno celkem deset v pěti třídách. Monitory se dobře osvědčily v bojích první světové války a po jejím skončení některé z nich převzala Jugoslávie a Rumunsko. Zajímavostí je, že největší československá válečná loď President Masaryk konstrukčně vycházela z rakousko-uherského hlídkového člunu třídy Wels.

## První světová válka

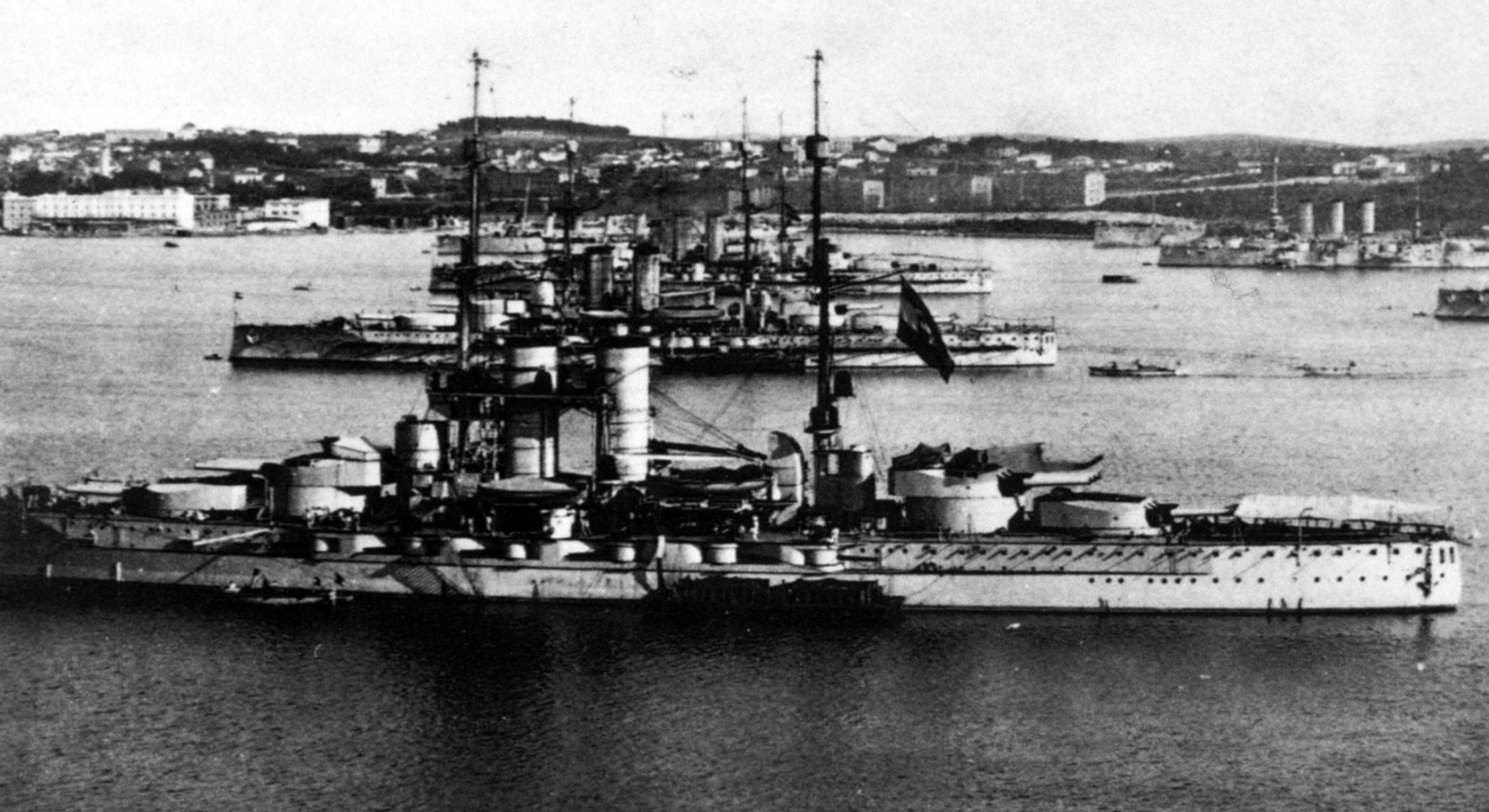
Dreadnoughty třídy Tegetthoff byly během války nejsilnější rakousko-uherské válečné lodě

Po atentátu na Františka Ferdinanda d'Este a jeho choť Žofii, převezla jachta SMS Dalmat jejich ostatky z Metkoviće k ústí Neretvy a odkud je do Terstu přepravil dreadnought Viribus Unitis.
Dne 28. července 1914 byla vyhlášena válka Srbsku, které ovšem nemělo přístup k moři a spojenecká Černá Hora neměla vlastní námořnictvo (pouze královskou jachtu Rumija). Opravdová válka na Jadranu proto vypukla teprve 12. srpna 1914, kdy se do konfliktu zapojily Francie a Velká Británie.
Rakousko-Uhersko bylo na počátku první světové války nejslabší z osmi tehdejších námořních mocností. Skládalo se ze tří dreadnoughtů třídy Tegetthoff, devíti predreadnoughtů (tříd Radetzky, Erzherzog Karl a Habsburg), tří pobřežních obrněných lodí třídy Monarch, tří pancéřových křižníků (Sankt Georg, Kaiserin und Königin Maria Theresia a Kaiser Karl VI.), čtyř lehkých křižníků (Admiral Spaun a třída Novara), pěti chráněných křižníků (tříd Zenta a Panther), 6 velkých torpédoborců třídy Tátra a 12 malých torpédoborců (zejména třídy Huszár), 71 torpédovek, šesti ponorek a řady menších lodí (včetně plavidel Dunajské flotily).
Téměř všechny lodě se v době vypuknutí války nacházely na Jadranu. Jedinou výjimkou byl chráněný křižník SMS Kaiserin Elisabeth, operující na Dálném Východě a ztracený v bitvě o Čching-tao. Námořnictvu velel admirál Anton Haus.

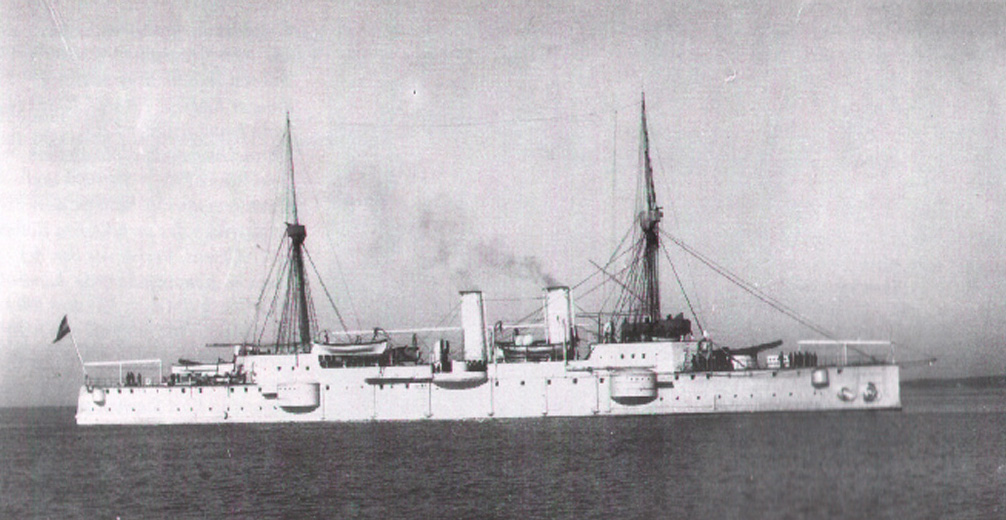
Křižník Kaiserin Elisabeth

Podle předválečných plánů měly rakousko-uherské a italské královské námořnictvo společně operovat z Messiny a přerušit přepravu francouzských vojsk z Afriky na Evropská válčiště. Tyto plány se však ukázaly jako nepoužitelné, jelikož se Itálie do války nezapojila a zachovala neutralitu. V nové situaci se rakousko-uherské námořnictvo omezilo na obranu svého pobřeží, blokádu pobřeží Černé Hory a podporu pozemních jednotek.
Státy Dohody měly v oblasti výraznou převahu, která se stala zdrcující poté, co se do války na jejich straně roku 1915 připojila Itálie. Rakousko-uherské námořnictvo proto převážnou část války strávilo kotvíc na základnách a do bojů se zapojily zejména jeho lehké síly a ponorky. I tak ale bylo úspěšné, protože za celou válku neztratilo kontrolu nad Jaderským mořem (zejména operace ponorek odradily státy Dohody od operací na Jadranu a pokusů o vylodění a proto se spokojily s vybudováním blokády Otrantské úžiny) a navíc na sebe vázalo celé italské námořnictvo, většinu francouzského a k tomu i britské Středomořské loďstvo.

### Blokáda Černé Hory

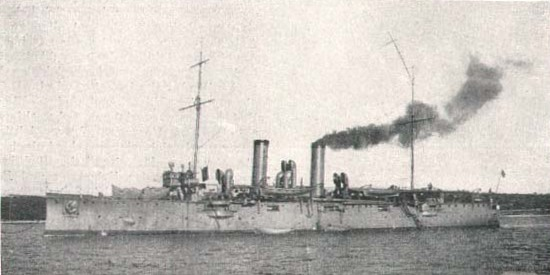
Chráněný křižník Zenta

Černá Hora do války vstoupila 8. srpna 1914 a již o dva dny později vyhlásilo Rakousko-Uhersko blokádu černohorského pobřeží, kterou prováděly křižníky Szigetvár a Zenta, torpédoborce Ulan, Uskoke a Streiter a čtyři torpédovky. Hladinové lodě však nemohly blokádu dlouhodobě udržet, protože do války mezitím vstoupily Francie a Velká Británie. Silná anglo-francouzská námořní eskadra, čítající dohromady 17 lodí, vplula na Jadran, aby blokádu prolomila. Zahrnovala například francouzské dreadnoughty Courbet, Jean Bart, dvě eskadry predreadnoughtů a eskadru britských pancéřových křižníků. Dne 16. srpna 1914 se tato eskadra přiblížila do oblasti, kde hlídkovala Zenta společně s torpédoborcem SMS Ulan. Po krátkém boji byla Zenta potopena poblíž přístavu Bar, zatímco Ulan unikl. Tím započala námořní blokáda vedená Dohodou, která se však do nitra Jadranu téměř nepouštěla. Jedinou výjimkou byl neúspěšný pokus francouzské ponorky Curie proniknout do Puly z 16. prosince 1914.
V blokádě tak pokračovaly pouze rakousko-uherské ponorky, které však působily Dohodě citelné ztráty a omezovaly dodávky Srbsku, čímž nemalou mírou přispěly k jeho vyčerpání a porážce. Například U-12 21. prosince 1914 torpédem poškodila francouzský dreadnought Jean Bart a citelně blokádu oslabila, protože moderní francouzské dreadnoughty se již na Jadran neodvážily.

### Vstup Itálie do války

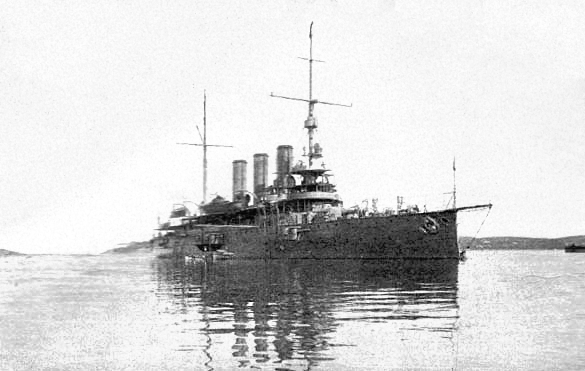
Pancéřový křižník Sankt Georg

Dne 23. května vstoupila do války na straně Dohody i doposud neutrální Itálie. Hned druhý den podniklo rakousko-uherské námořnictvo velký útok na italské pobřeží, během kterého byla ostřelována Ancona a další italské přístavy.

### Bitva v Otrantském průlivu
Ve dnech 14–15. května 1917 napadlo rakousko-uherské loďstvo protiponorkové bariéry Otrantského průlivu, které zde zřídily Dohoda, aby jeho lodě a zejména ponorky uzavřela v Jaderském moři. Operace vyústila v bitvu v Otrantské úžině, ve které se lehkým křižníkům a torpédoborcům, operujícím s krytím těžších jednotek, podařilo blokádu úžiny na několik týdnů narušit.
V říjnu 1917 se vzbouřila část posádky torpédovky Tb.11 a i s plavidlem dezertovala do Itálie.

### Vzpoura v boce Kotorské a pokus o převzetí iniciativy

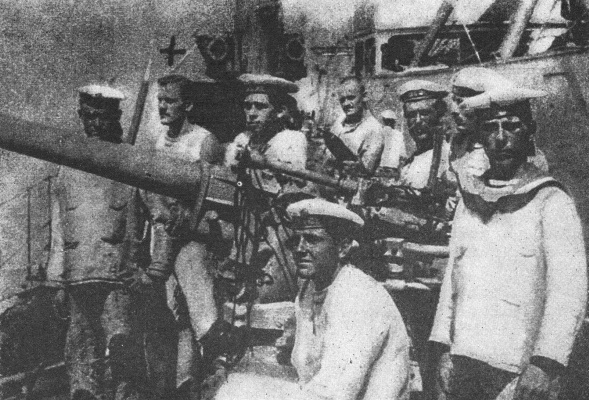
Vzpoura námořníků v boce Kotorské

V roce 1918 už válečné možnosti Rakousko-Uherska silně negativně ovlivňoval nedostatek potravin i národnostní třenice. Také v námořnictvu vypuklo několik vzpour. Nejvýznamnější byla vzpoura v boce Kotorské, která vypukla 1. února 1918 na palubě pancéřového křižníku Sankt Georg. V reakci na kotorskou vzpouru se novým velitelem námořnictva stal kontradmirál Miklós Horthy, který se pokusil znovu převzít bojovou iniciativu a na červen 1918 naplánoval velký útok na blokádu Otrantského průlivu. Rakousko-uherské lodě, rozdělené do několika skupin, vypluly večer 8. června k útoku. Druhou skupinu však u ostrova Premuda napadly italské torpédové čluny MAS, které dvěma torpédy potopily dreadnought Szent István. Jelikož byl útok vyzrazen, celá operace byla ihned zrušena. Do konce války proběhlo již jen několik menších střetnutí, ale již žádná operace takového rozsahu.

## Operace ponorek

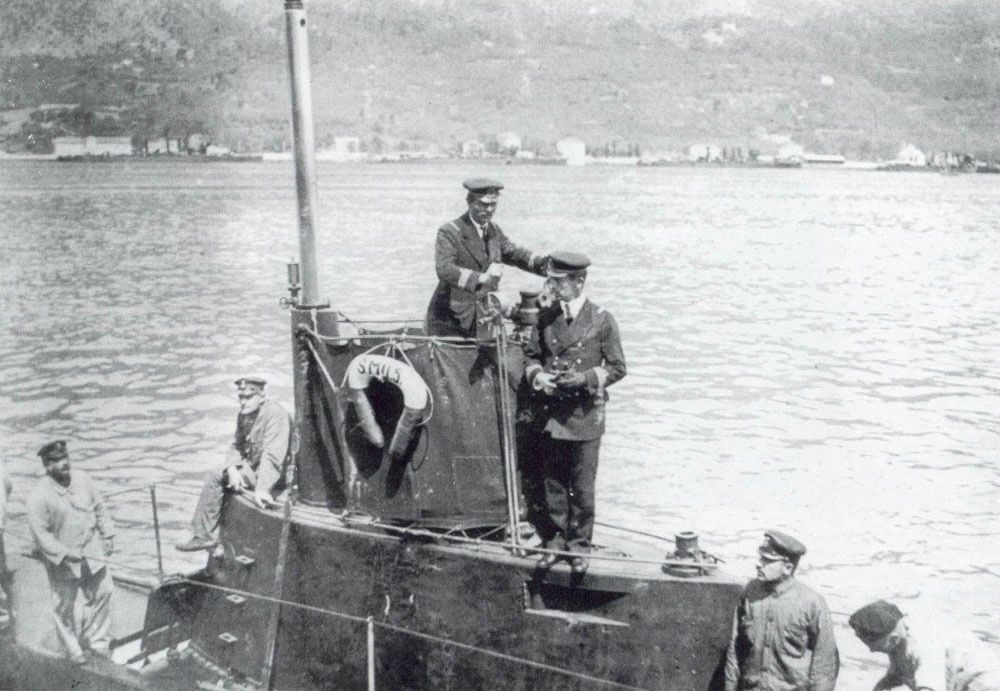
Georg Ludwig von Trapp na věži ponorky U 5

Rakousko-uherské ponorky dosáhly během války několika úspěchů. Ponorka U 12 zasáhla 21. prosince 1914 torpédem francouzskou bitevní loď Jean Bart. Ponorka U 5 potopila 27. dubna 1915 v Otrantské úžině francouzský pancéřový křižník Léon Gambetta a U 4 potopila 18. července 1915 italský křižník Giuseppe Garibaldi. Poškozeny byly také britské lehké křižníky HMS Dublin a HMS Weymouth. Celkem rakousko-uherské ponorky potopily 2 pancéřové křižníky, 5 torpédoborců, 1 torpédovku a 3 ponorky a poškodily 1 bitevní loď, 2 lehké křižníky a jeden torpédoborec při ztrátě 7 člunů. Nejúspěšnější velitelé rakousko-uherských ponorek byli Zdenko Hudeček (47 726 BRT/11 lodí) a Georg Ludwig von Trapp (45 668 BRT/12 lodí včetně křižníku Léon Gambetta).

## Námořní letectvo
Od roku 1916 mělo rakousko-uherské námořnictvo i svou leteckou složku (K.u.K. Seeflugwesen, později K.u.K. Seefliegerkorps). Její letounům se jako prvním na světě podařilo ze vzduchu potopit nepřátelskou ponorku. Stalo se tak v Benátkách 8. června 1916 a obětí rakousko-uherských letounů se stala britská ponorka HMS B-10. Dne 15. září 1916 navíc před bokou Kotorskou potopily ještě francouzskou ponorku Foucault.

## Zánik

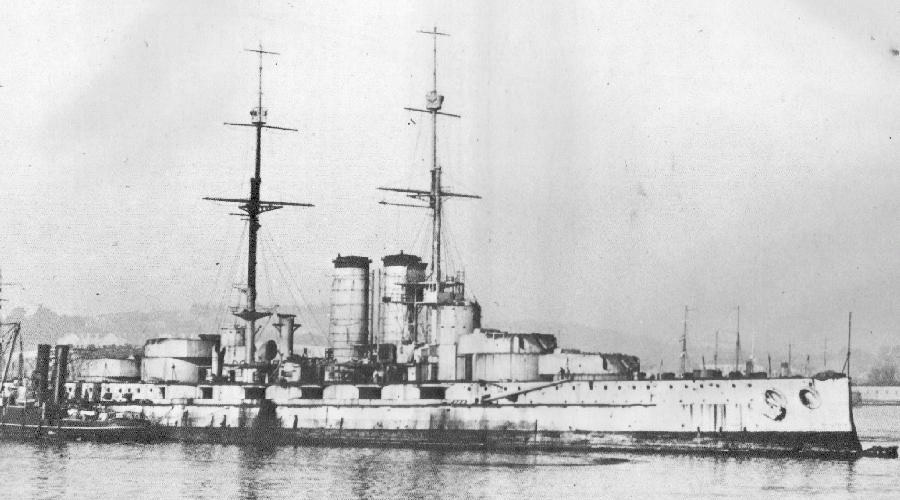
Rakousko-uherský dreadnought Prinz Eugen byl ve Francii potopen jako cvičný cíl.

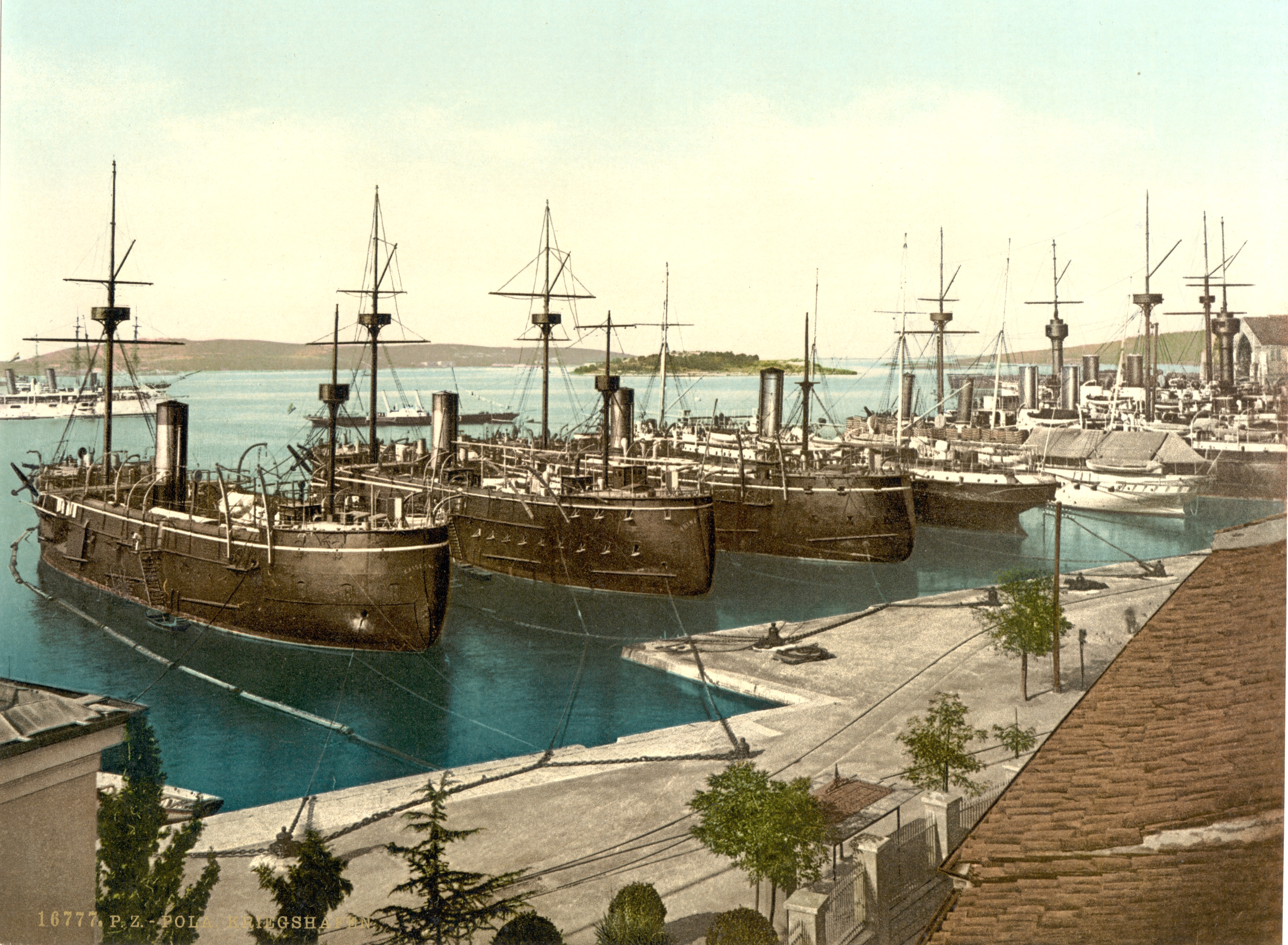
Pula okolo roku 1890

Od léta 1918 námořnictvo přestávalo být bojeschopné. Po zahájení ofenzivy Dohody na italské frontě dne 24. října 1918 zachvátila námořnictvo téměř všeobecná vzpoura. Dne 30. října 1918 rozhodl císař Karel I. o předání celého loďstva nově vzniklému Království Srbů, Chorvatů a Slovinců, které o ně mělo eminentní zájem. Následujícího dne v 16:45 byla na vlajkové lodi Viribus Unitis stažena rakousko-uherská válečná vlajka a následně vztyčena jihoslovanská vlajka. Předání lodí pokračovalo až do druhého dne. Ještě v noci z 31. října na 1. listopadu však Viribus Unitis potopila pomocí magnetické miny posádka italského živého torpéda (o předání lodi jihoslovanům jeho posádka nevěděla). Za několik dnů všechny původně rakousko-uherské válečné lodě obsadily italské výsadky. Předání bylo vítězi války anulováno, všechny velké lodě si rozdělily státy Dohody a Království Srbů, Chorvatů a Slovinců bylo ponecháno jen 12 torpédovek. Bývalé hlavní rakousko-uherské námořní základny se pak nacházely na jeho území.

## Přístavy
Hlavní základnou Rakousko-uherského námořnictva byla Pula, která v této roli nahradila Benátky – město, kde se moderní Rakousko-uherské námořnictvo zformovalo. Týlové základny byly v Terstu a Rijece. Pomocné základny byly Kotor, Dubrovnik, Zadar, Šibenik a Split. V Pule a Terstu stály nejdůležitější loděnice. Rakousko-uherská námořní akademie (k.u.k. Marine-Akademie) byla v Rijece.

## Velitelé rakousko-uherského námořnictva

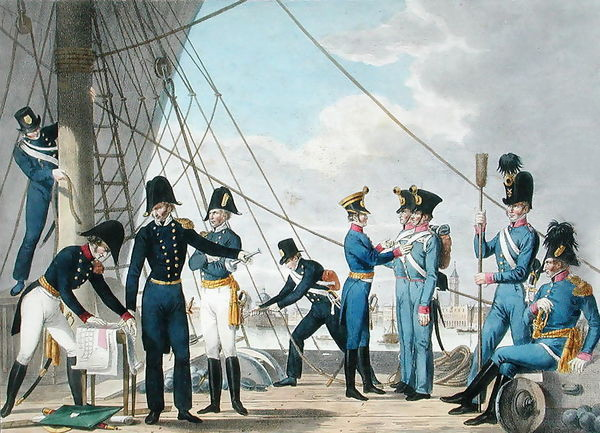
Uniformy námořníků a důstojníků v roce 1820

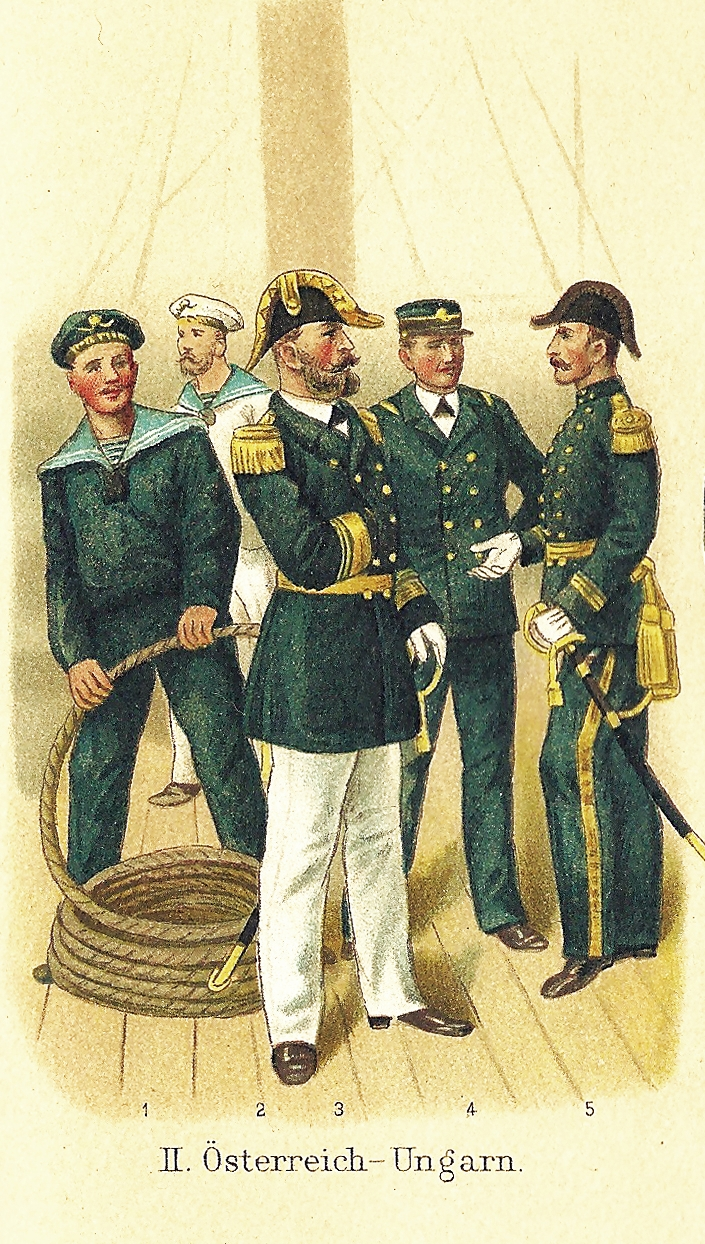
Uniformy v roce 1890

### Velitelé námořnictva
| Jméno                              | Hodnost                  | Od            | Do            |
| ---------------------------------- | ------------------------ | ------------- | ------------- |
| Joseph de L'Espine (provizorně)    | polní podmaršálek        | duben 1814    | červenec 1814 |
| A. de Coninck                      | generálmajor             | červenec 1814 | březen 1824   |
| Amilcare Paulucci delle Roncole    | viceadmirál              | březen 1824   | 1844          |
| Fridrich Ferdinand Rakouský        | viceadmirál              | srpen 1844    | říjen 1847    |
| Silvestro Dandolo                  | viceadmirál/admirál      | říjen 1847    | listopad 1847 |
| Anton Stephan von Martini          | viceadmirál              | prosinec 1847 | únor 1849     |
| Hans Birch Dahlerup                | viceadmirál              | únor 1849     | srpen 1851    |
| Franz von Wimpffen                 | polní podmaršálek        | srpen 1851    | září 1854     |
| Ferdinand Maximilian Rakouský      | kontradmirál/viceadmirál | září 1854     | 1864          |
| Ludwig von Fautz                   | viceadmirál              | 1865          | březen 1868   |
| Wilhelm von Tegetthoff             | viceadmirál              | březen 1868   | květen 1871   |
| Friedrich von Pöck                 | admirál                  | květen 1871   | listopad 1883 |
| Maximilian Daublebsky von Sterneck | admirál                  | listopad 1883 | prosinec 1897 |
| Hermann von Spaun                  | admirál                  | prosinec 1897 | říjen 1904    |
| Rudolf Montecuccoli                | admirál                  | říjen 1904    | únor 1913     |
| Anton Haus                         | velkoadmirál             | únor 1913     | únor 1917     |
| Maximilian Njegovan                | admirál                  | květen 1917   | únor 1918     |

### Velitelé floty (1914–1918)
| Jméno               | Hodnost                  | Od            | Do            |
| ------------------- | ------------------------ | ------------- | ------------- |
| Anton Haus          | velkoadmirál             | červenec 1914 | únor 1917     |
| Maximilian Njegovan | admirál                  | únor 1917     | únor 1918     |
| Miklós Horthy       | kontradmirál/viceadmirál | únor 1918     | listopad 1918 |

### Vedoucí oddělení námořnictva rakousko-uherského ministerstva války
| Jméno                              | Hodnost              | Od            | Do            |
| ---------------------------------- | -------------------- | ------------- | ------------- |
| Ludwig von Fautz                   | viceadmirál          | 1865          | 1868          |
| Wilhelm von Tegetthoff             | viceadmirál          | březen 1868   | květen 1871   |
| Friedrich von Pöck                 | admirál              | říjen 1872    | listopad 1883 |
| Maximilian Daublebsky von Sterneck | admirál              | listopad 1883 | prosinec 1897 |
| Hermann von Spaun                  | admirál              | prosinec 1897 | říjen 1904    |
| Rudolf Montecuccoli                | admirál              | prosinec 1904 | únor 1913     |
| Anton Haus                         | admirál/velkoadmirál | únor 1913     | únor 1917     |
| Karl Kailer von Kaltenfels         | viceadmirál          | únor 1917     | květen 1917   |
| Maximilian Njegovan                | admirál              | květen 1917   | únor 1918     |
| Franz von Holub                    | viceadmirál          | únor 1918     | listopad 1918 |

## Tabulka hodností[26]

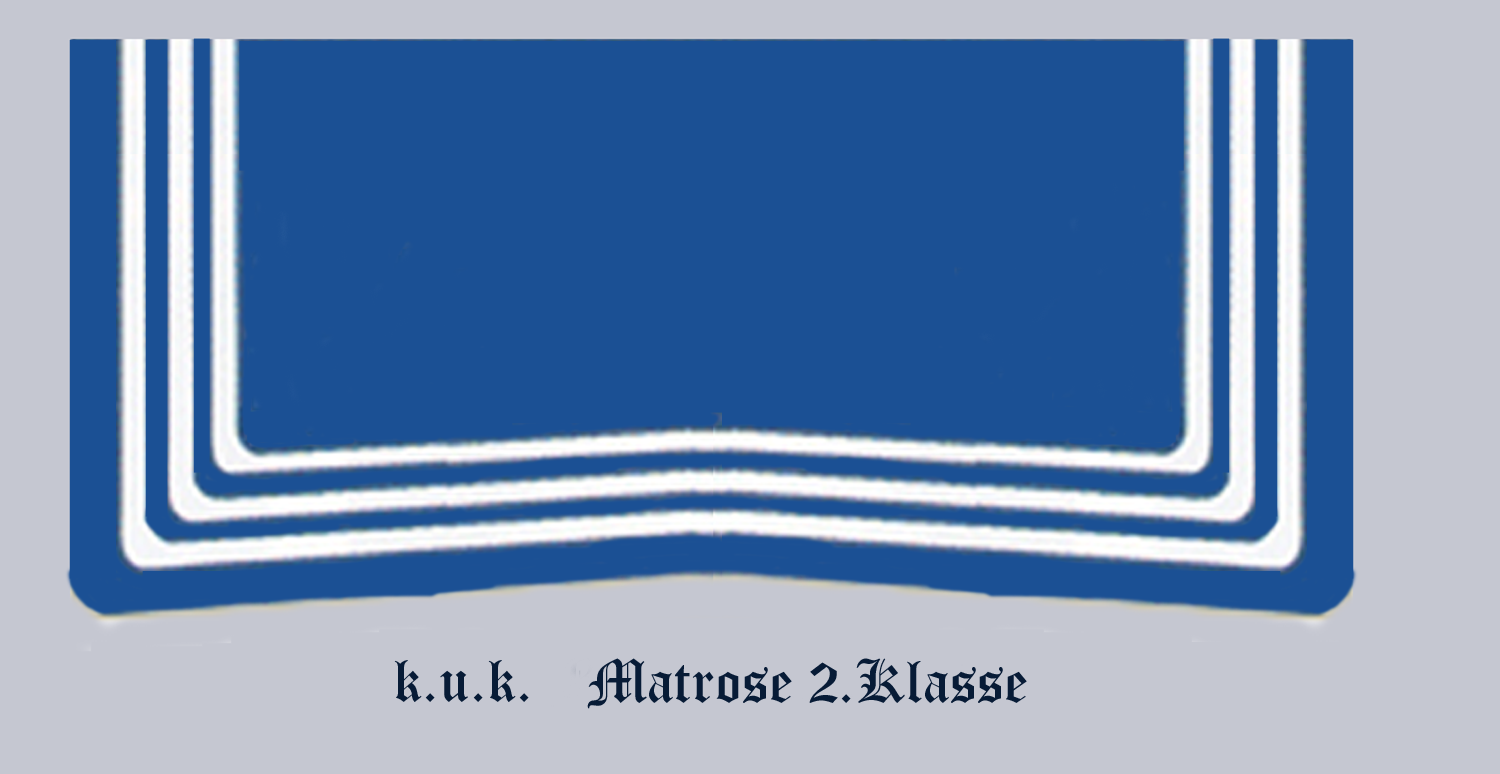
Matrose 2.Klasse (námořník 2. třídy)
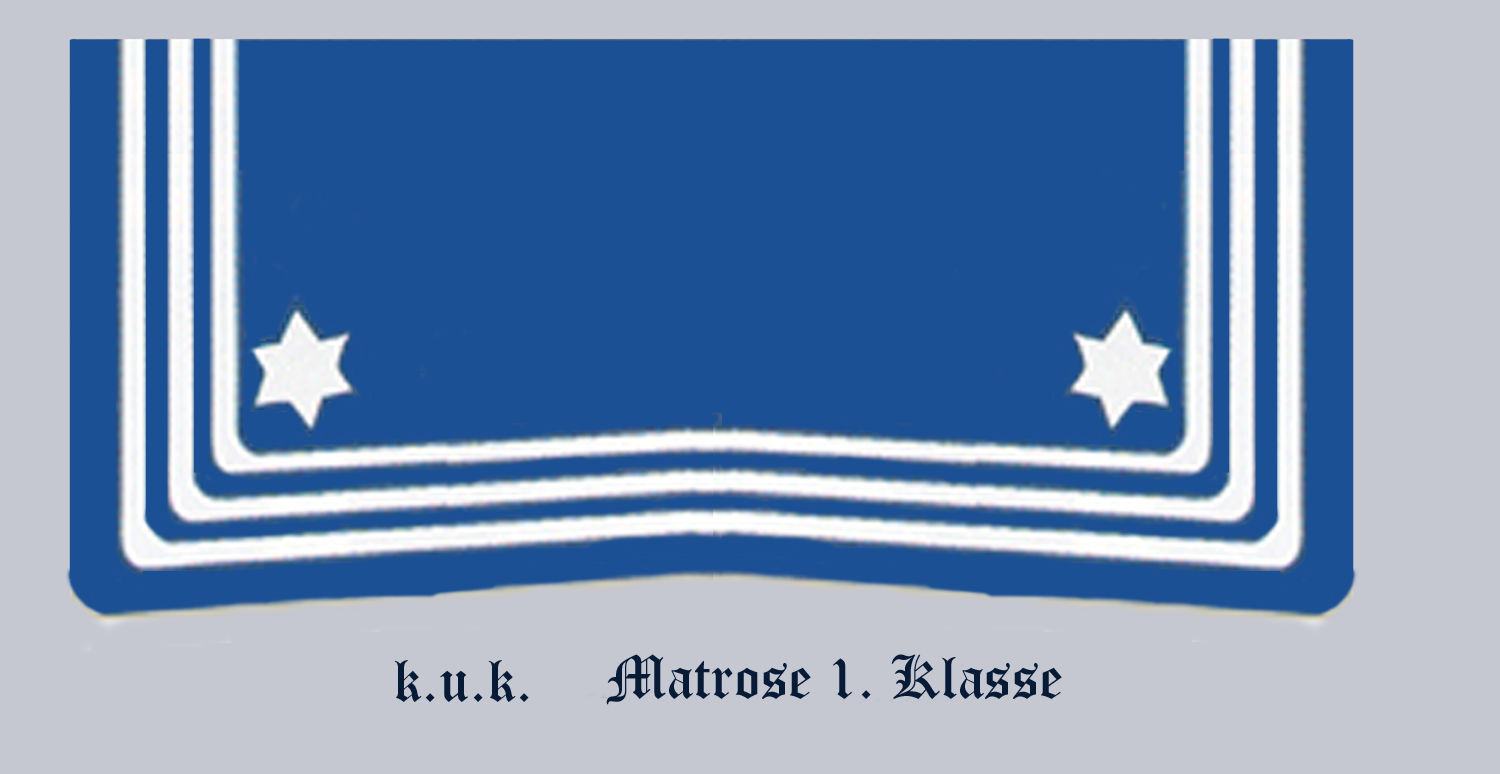
Matrose 1.Klasse (námořník 1. třídy)
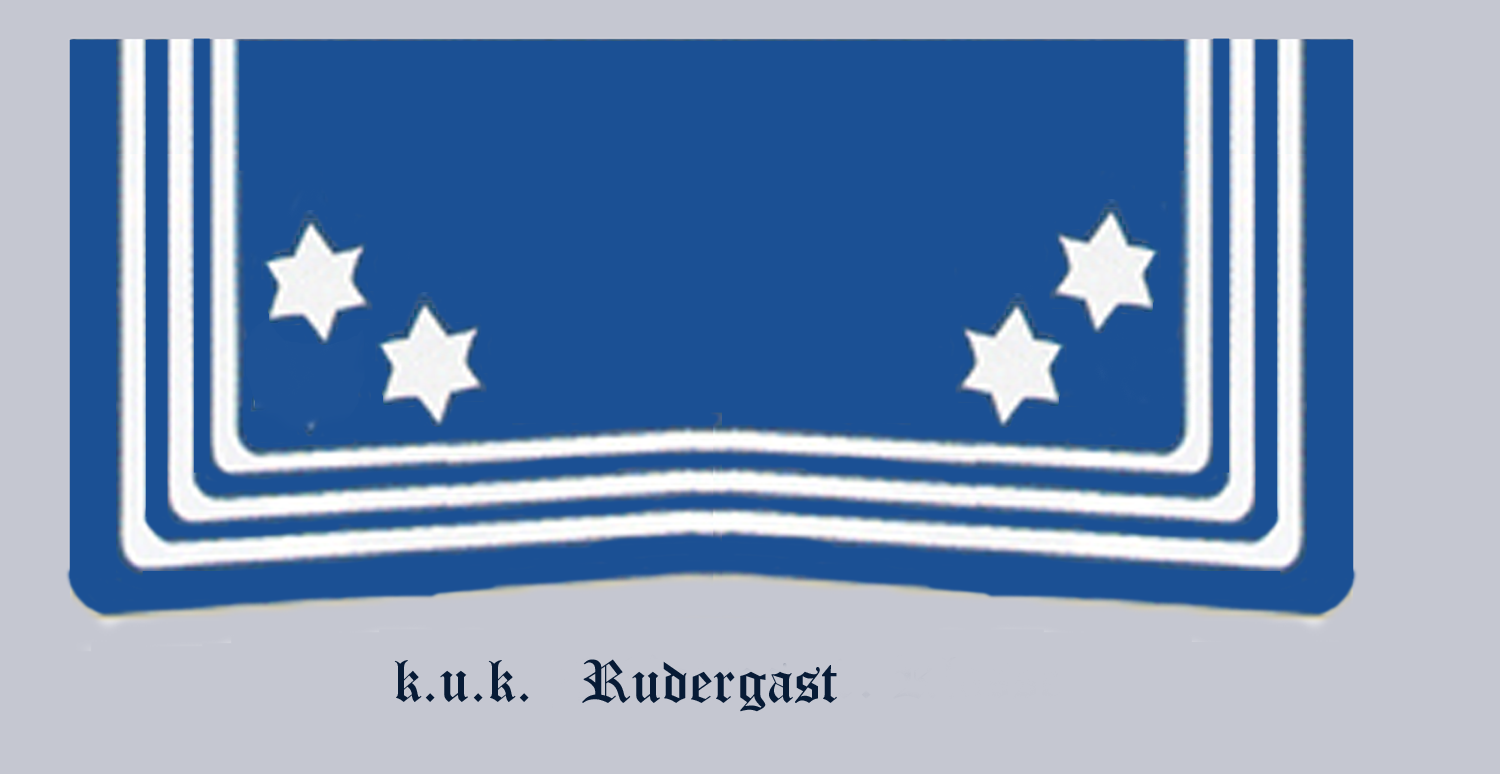
Marsgast (marsový námořník/čtvrtník)
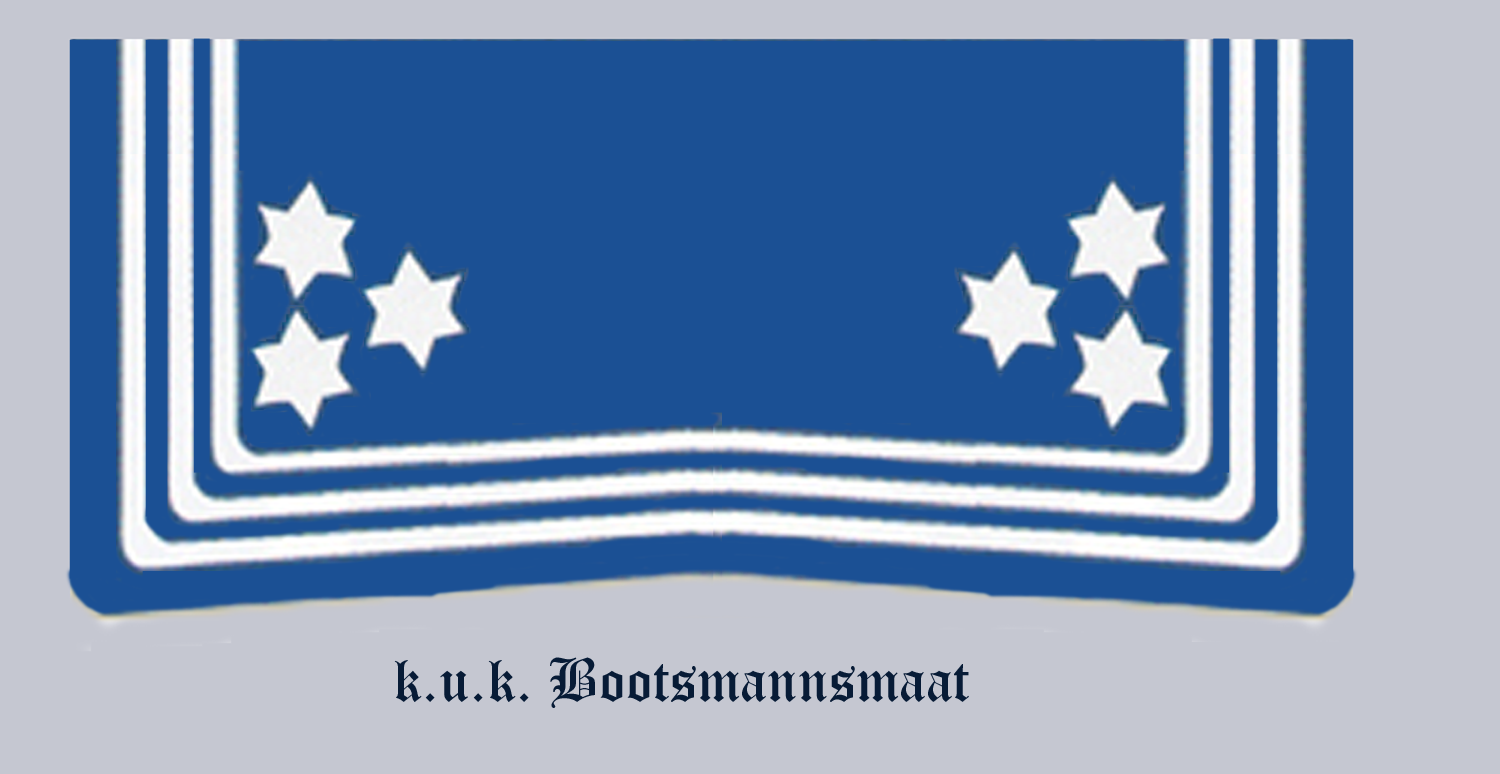
Bootsmannsmaat (nálodní)
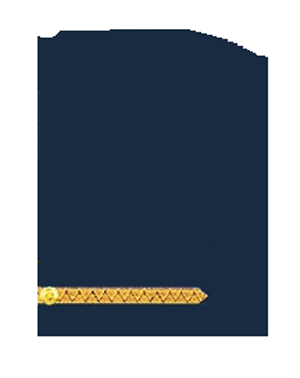
Unterbootsmann (loďmistr)
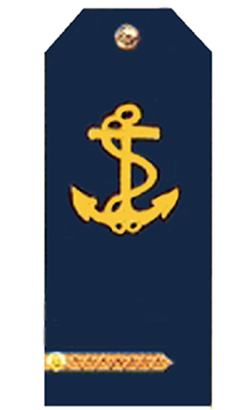
Unterbootsmann (loďmistr)
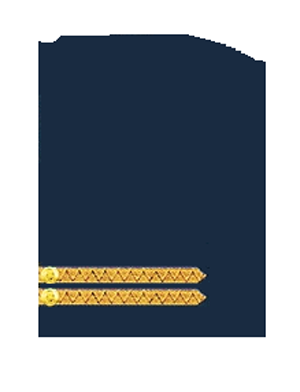
Stabsbootsmann (štábní loďmistr)
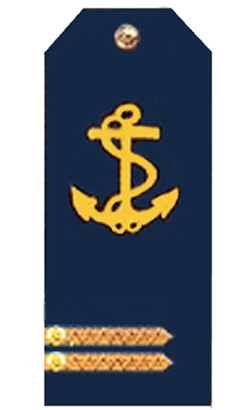
Stabsbootsmann (štábní loďmistr)
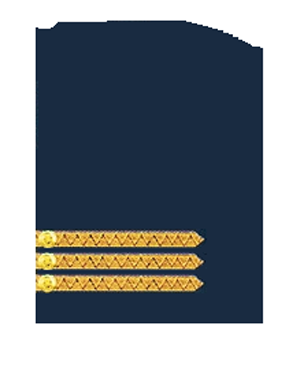
Oberstabsbootsmann (vrchní štábní loďmistr)
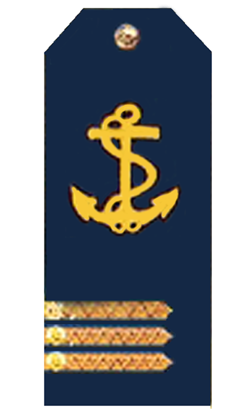
Oberstabsbootsmann (vrchní štábní loďmistr)
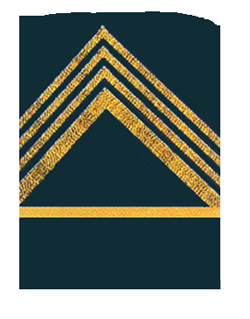
Längerdienende Unteroffiziere (déle sloužící poddůstojník)

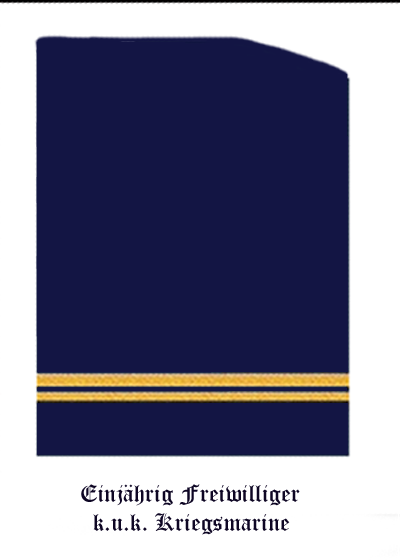
Einjährig-Freiwilliger (jednoroční dobrovolník)
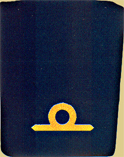
Seekadett (námořní kadet)
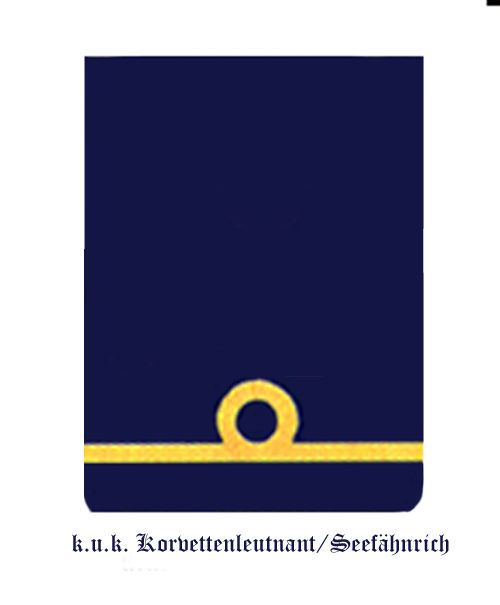
Seefähnrich (námořní praporčík)
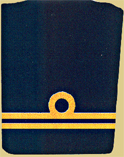
Fregattenleutnant (fregatní poručík/nadporučík)
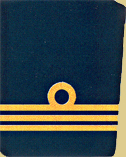
Linienschiffsleutnant (poručík řadové lodi/kapitán-poručík)
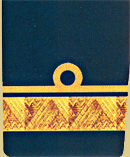
Korvettenkapitän (korvetní kapitán)
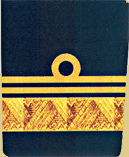
Fregattenkapitän (fregatní kapitán)
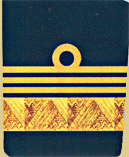
Linienschiffskapitän (kapitán řadové lodi/ námořní kapitán)
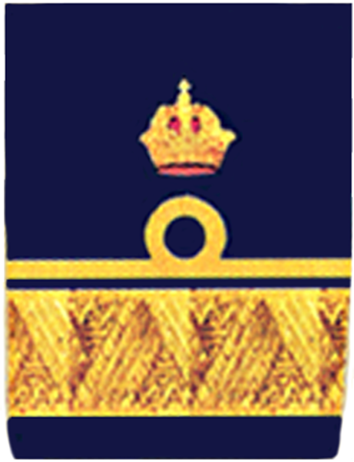
Kontreadmiral (kontradmirál)
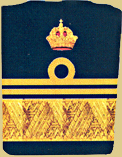
Vizeadmiral (viceadmirál)
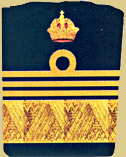
Admiral (admirál)
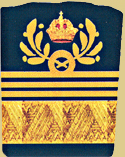
Großadmiral (velkoadmirál)